# سمی کوچولو عطسه‌ای
سمی کوچولو عطسه‌ای (به انگلیسی: Little Sammy Sneeze) یک داستان مصور (کمیک استریپ) است که توسط کاریکاتوریست آمریکایی وینسور مک‌کی نوشته شده‌است. این داستان مصور از ۲۴ ژوئیه ۱۹۰۴ تا ۹ دسامبر ۱۹۰۶ در روزنامه نیویورک هرالد که مک کی هم در آن کار می‌کرد، منتشر شد. این اولین کمیک استریپ موفق مک کی بود؛ او بعداً در سال ۱۹۰۴ با انتشار کمیک رؤیای ربت فیند و معروف‌ترین کمیک خود، نمو کوچولو در سال ۱۹۰۵ موفقیت‌های دیگری نیز کسب کرد.
در هر قسمت، سمی بعد از عطسه کردن دچار یک وضعیت سخت و فاجعه بار می‌شد. برخلاف طرح بندی‌های تخیلی کمیک نمو کوچولو، سمی عطسه‌ای چهارچوب ثابتی داشت و و از یک فرمول سفت و سخت پیروی می‌کرد: سمی عطسه‌ای فریم به فریم جلو می‌رود و چهره قهرمان داستان را مخدوش می‌کند تا اینکه پنل یکی مانده به آخر او یک عطسه بزرگی می‌کند. در پنل پایانی او عواقب کارهای خود را می‌بیند که اغلب دریافت یک ضربه به عقب است.
اثر هنری مک کی در این کمیک، پر جزئیات و بسیار دقیق بود. او اِلِمان‌های مختلفی را امتحان و آزمایش کرد و دیوار چهارم و حتی مرزهای کمیک را خرد کرد. طراحی پنل به پنل نشان از نگرانی مک کی برای به تصویر کشیدن حرکت‌ها بود، دغدغه ای که بعدها در فیلم‌های متحرک پیشگام خودش در دهه ۱۹۱۰ مانند گرتی دایناسور به اوج رسید.

## داستان
این کمیک استریپ از داستان ساده ای پیروی می‌کند: در هر قسمت که هفتگی منتشر می‌شد، سمی با چنان قدرتی عطسه می‌کند که باعث خراب شدن محیط اطرافش می‌شود. او در پنل یکی مانده به آخر عطسه می‌کند. در آخرین پنل او عواقب کارهای خود را می‌بیند که توسط یکی از اطراف بیرون انداخته می‌شود،  یا اغلب ضربه ای به عقب دریافت می‌کند.

قسمت هایی از کمیک سمی کوچولو عطسه‌ای
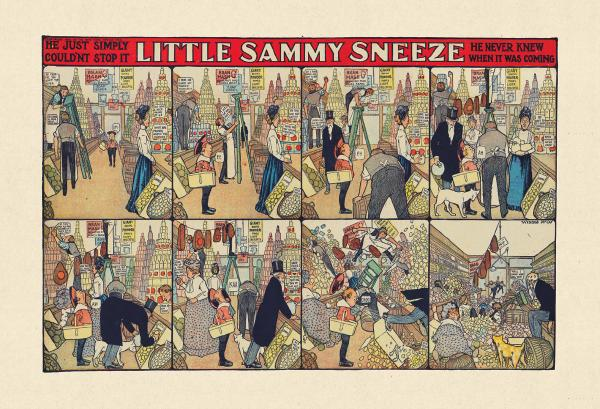
۱۱ سپتامبر ۱۹۰۴
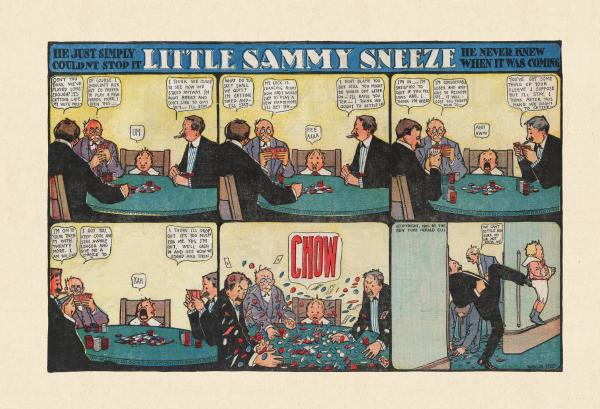
۳۰ آوریل ۱۹۰۵

## زمینه
وینسور مک‌کی از سال ۱۸۹۱ در موزه سکه در سینسیناتی، اوهایو کار می‌کرد و در آنجا پوسترهای تبلیغاتی می‌کشید. وقتی او نقاشی‌های تبلیغاتی را در عموم نقاشی می‌کرد، به علت مهارت درکشیدن سریع و با دقت زیاد، باعث جلب توجه مردم شد. وی در سال ۱۸۹۸ به صورت تمام وقت به عنوان کاریکاتوریست روزنامه شروع به کار کرد و همچنین به صورت مستقل، برای مجله طنز نیر کار کرد. مک کی در سال ۱۹۰۳ به نیویورک نقل مکان کرد تا در روزنامه نیویورک هرالد کار کند ، در آنجا اولین کمیک استریپ خود به نام A Tale of the Jungle Imps by Felix Fiddle را منتشر کرد. قبل از آنکه کمیک سمی کوچولو عطسه‌ای در ژوئیه ۱۹۰۴ به موفقیت برسد، او از ژانویه ۱۹۰۴ تعدادی کمیک استریپ کوتاه مدت دیگری نیز خلق کرد. او علاوه بر کاریکاتورهای تحریریه اش، در سال ۱۹۰۵ پنج کمیک استریپ دیگر هم منتشر کرد: سمی کوچولو عطسه‌ای، رؤیای ربت فیند، نمو کوچولو، Hungry Henrietta، و A Pilgrim's Progress. سمی کوچولو عطسه‌ای یکی از سه کمیک (به همراه نمو کوچولو و هنریتا گرسنه) بود که یک کودک قهرمان داستان را بازی می‌کرد؛ ممکن است مک کی تحت تأثیر کمیک استریپ Buster Brown و بچه زرد قهرمان را کودک قرار داده باشد.

## سبک
این کمیک همیشه در یک چارچوب ثابت قرار داشت: در چهار پنل اول داستان روایت می‌شود و در پنل پنجم سمی عطسه می‌کند و در پنل ششم او عواقب آن می‌بیند.
سمی لال بود و صدایی از دهانش نمی‌داد. بزرگسالان اطراف او صحبت می‌کردند اما به شیوه ای یکنواخت و خسته کننده که مخاطب را ترغیب به خواندن دقیق آن نمی‌کرد. سمی نه از اشتباهات خود درس گرفت و نه به عنوان یک شخصیت رشد کرد. سمی با دیگر قهرمانان کودک مک کی تفاوت داشت. سمی از مشکلی که ایجاد می‌کرد لذت نمی‌برد. بلکه همان‌طور که در سربرگ کمیک نوشته می‌شد: «او به سادگی نمی‌تواند جلوی عطسه‌اش را بگیرد.» گاهی عطسه‌های او عواقب مثبتی در پی داشت، مانند زمانی که او قاطری سرسخت را می‌ترساند تا از مسیر قطار مقابل خارج شود. یا گروهی از آدم ربایان را فراری می‌دهد.
پس زمینه‌های مک کی بسیار دقیق بود و او تصاویر یکنواخت و تکراری را با دقت زیاد ترسیم می‌کرد ولی در حد جزئیات کمیک نمو کوچولو نبود. مک کی بعدها این مهارت را در کار انیمیشن خود به کار گرفت. پس زمینه‌ها در پنل‌ها یکسان باقی می‌ماندند، در حالی که رهگذران ناخواسته از کنار سمی عبور می‌کردند.

قسمت هایی از کمیک سمی کوچولو عطسه‌ای
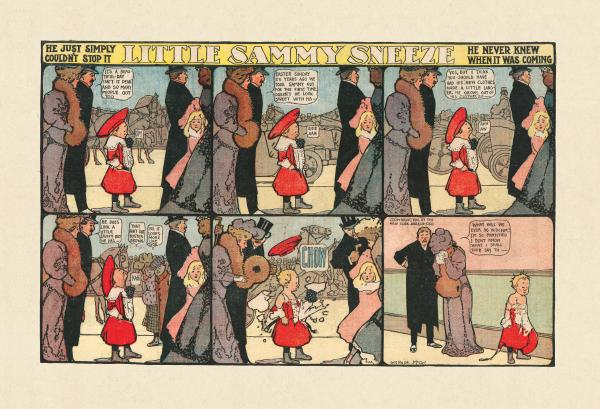
۱۶ آوریل ۱۹۰۵
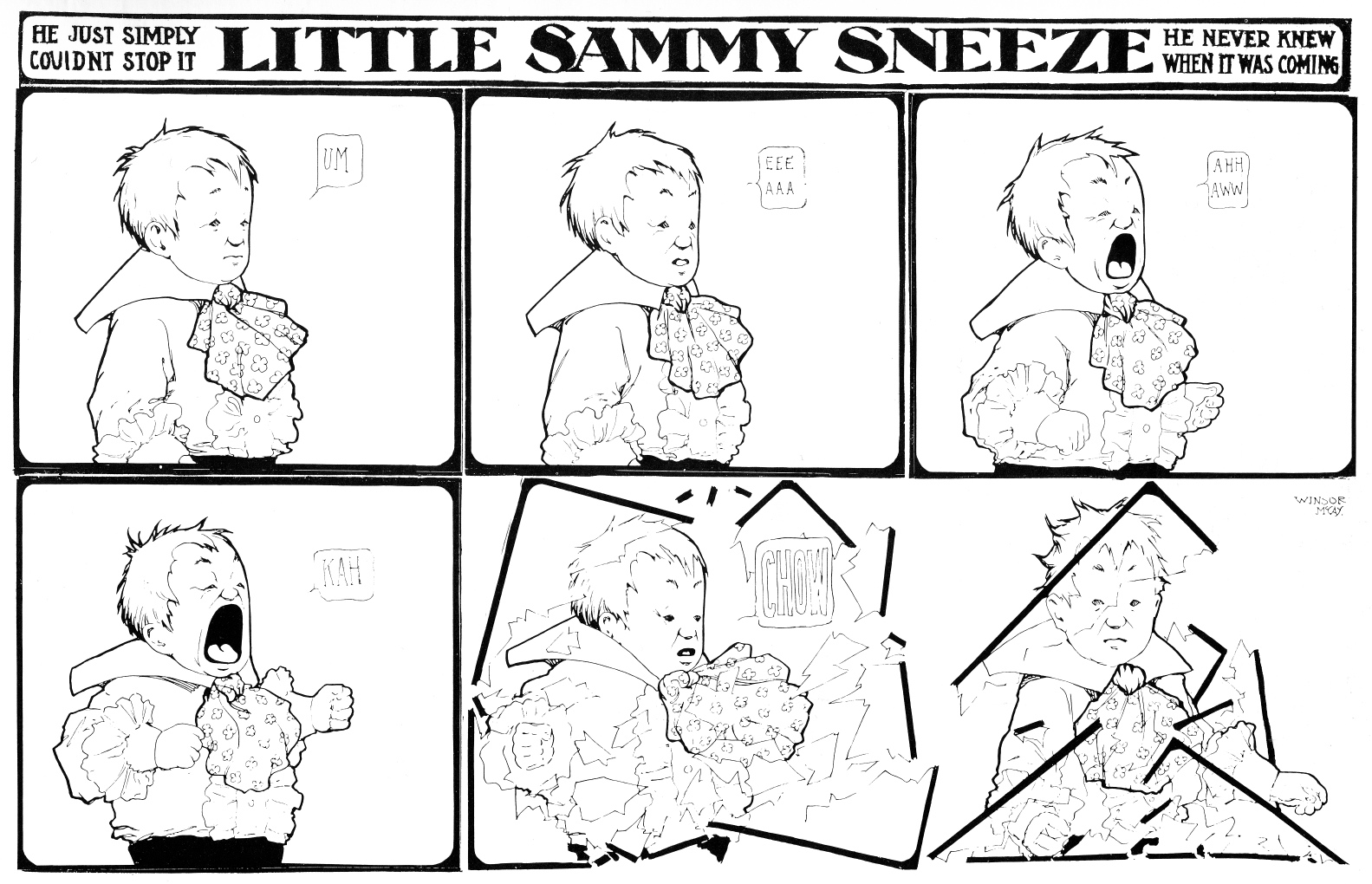
سمی مرزهای پنل را از بین می‌برد ۲۴ سپتامبر ۱۹۰۵

مک کی ایده‌های بصری که در سمی کوچولو عطسه‌ای و رؤیای ربت فیند تجربه کرده بود، در نظر گرفت. و هنگامی که در سال بعد انتشار نمو کوچولو را آغاز کرد، آنان را به‌طور کامل بررسی کرد. در حالی که مهارت فنی در اثر نمو کوچولو بیشترین توجه را در میان آثار مک کی جلب می‌کند، کاترین رودر می‌گوید که مک کی در کمیک سمی عطسه‌ای «محدودیت‌های نمای بصری را آزمایش و امتحان کرد و پتانسیل کمیک استریپ را به عنوان وسیله ای برای آزمودن هنر مدرنیستی نشان داد». مک کی عاشق شکستن دیوار چهارم بود ، نمونه مشهور آن قسمت ۲۴ سپتامبر ۱۹۰۵ است. ممکن است این کمیک به فیلم عطسه فرد اوت ادای احترام کرده باشد. عکس عطسه فرد اوت در مجله هارپر در سال ۱۸۸۴ ظاهر شد و شناخته شده بود. در قسمت ۲۴ سپتامبر یک نمای نزدیک از عطسه در پس زمینه‌ای خالی نشان داده می‌شود که حرکات سمی منعکس کننده عطسه فرد اوت است.

## میراث
مک کی پس از دو سال و نیم، این کمیک را کنار گذاشت، در حالی که بر روی کار بر کمیک رؤیای ربت فیند، Pilgrim's Progress و معروف‌ترین اثر او، نمو کوچولو را ادامه داد. سمی کوچولو عطسه‌ای بیشتر به عنوان پیش نیاز موفقیت دیگر عنوان‌های مک کی شناخته می‌شود.